# Бужі-Вілар
Бужі-Вілар (фр. Bougy-Villars) — громада  в Швейцарії в кантоні Во, округ Морж.

## Географія
Громада розташована на відстані близько 100 км на південний захід від Берна, 23 км на захід від Лозанни.
Бужі-Вілар має площу 1,8 км², з яких на 39,3% дозволяється будівництво (житлове та будівництво доріг), 38,2% використовуються в сільськогосподарських цілях, 22,5% зайнято лісами, 0% не є продуктивними (річки, льодовики або гори).

## Демографія
2019 року в громаді мешкало 473 особи (+5,6% порівняно з 2010 роком), іноземців було 30,2%. Густота населення становила 267 осіб/км².
За віковим діапазоном населення розподілялося таким чином: 21,8% — особи молодші 20 років, 56,9% — особи у віці 20—64 років, 21,4% — особи у віці 65 років та старші. Було 193 помешкань (у середньому 2,4 особи в помешканні).
Із загальної кількості 114 працюючих 47 було зайнятих в первинному секторі, 0 — в обробній промисловості, 67 — в галузі послуг.